# Тлеубаев, Минтай Женельевич
Минта́й Жене́льевич Тлеуба́ев (3 января 1947, Алма-Ата — 24 декабря 2009, Алма-Ата) — советский и казахстанский артист балета, балетмейстер, режиссёр массовых мероприятий, педагог, профессор. Лауреат премии Ленинского комсомола (1985), заслуженный деятель искусств Казахской ССР (1984).

## Биография
В 1967 году окончил с отличием Алматинское хореографическое училище имени А. Селезнёва. По окончании учёбы был принят в ансамбль «Молодой балет Алма-Аты» под руководством Булата Аюханова.
В 1968 году поступил на балетмейстерское отделение Ленинградской консерватории имени Н. А. Римского-Корсакова, где среди его педагогов были Георгий Алексидзе, Фёдор Лопухов, Юрий Слонимский, Исаак Гликман, Пётр Гусев. Во время учёбы поставил для оперной студии Ленинградской консерватории и артистов балета ленинградских театров ряд балетных спектаклей и концертных миниатюр: «Золотой ключик» М. Вайнберга, «Аистёнок» Д. Клебанова, «Болеро» М. Равеля, «История любви» Ф. Лей, триптих на народную негритянскую музыку (спиричуэлс); также работал педагогом и хореографом в самодеятельности при Ленинградском государственном университете. Дипломную работу защищал в Московском мюзик-холле, создав концертную программу для балетной труппы.
В 1973—1974 годах служил в армии. Затем преподавал на кафедре балетмейстеров в Ленинградской консерватории имени Н. А. Римского-Корсакова.
В 1975 году вернулся в Казахстан, где стал балетмейстером (затем главным балетмейстером) Казахского государственного академического театра оперы и балета имени Абая. В своих работах нередко придавал хореографии самобытный национальный колорит.
В 1975 году поставил балет «Аксак кулан» композитора А. Серкебаева. Балет показывался в Большом театре во время гастролей Театра им. Абая в Москве; на одном из спектаклей присутствовали король и королева Швеции во время своего визита в СССР. Балетный критик Николай Эльяш в статье об этих гастролях так отозвался о Тлеубаеве: «У него живой балетмейстерский почерк, его танцы осмысленны, изобретательны, их пространственный рисунок отличается чёткими переливчатыми линиями».
В 1982 году осуществил постановку рок-оперы-балета «Брат мой, Маугли» на музыку А. Серкебаева, в 1985 году поставил балет «Вечный огонь» С. Еркимбекова, посвящённый матерям, потерявшим сыновей на фронте во время Великой Отечественной войны.
В балетах «Классическая симфония» на музыку С. Прокофьева (1987), «Прощание с Петербургом» на музыку И. Штрауса (1988), «Дама с камелиями» на музыку Дж. Верди (1989) продемонстрировал блестящее знание классического танца, чувство стиля, редкую музыкальность и зрелость мастера. В «Даме с камелиями» помимо артистов Театра им. Абая и его солистки, народной артистки Казахской ССР Раушан Байсеитовой, впервые в истории театра в премьерных спектаклях участвовали балерины из других республик — народные артистки СССР Бернара Кариева из Узбекистана и Айсулу Токомбаева из Киргизии.
Поставил несколько балетов для детей: «Русская сказка» М. Чулаки (1975), «Три поросёнка» С. Кибировой (1982),
«Доктор Айболит» И. Морозова (1987).
Кроме работ крупной формы создал танцы для более чем 20-ти оперных спектаклей театра им. Абая. Также поставил ряд детских массовых номеров для учащихся Алматинского хореографического училища им. А. В. Селезнева. Кроме классической хореографии ставил и народно-сценические танцы. Всего создал свыше 50-ти хореографических миниатюр для артистов Театра им. Абая, ансамбля «Салтанат», фольклорно-хореографического ансамбля «Акку» (Караганда), в создании которого принимал участие, Центрального ансамбля песни и танца Министерства обороны и ансамбля Пограничной службы Комитета национальной безопасности Казахстана.
Был главным режиссёром и главным балетмейстером свыше 100 массовых мероприятий, среди которых: XII Всемирный фестиваль молодежи и студентов (Москва, 1985), «Презентация новой столицы» (Астана, 1998), инаугурация президента Казахстана Н. А. Назарбаева (Астана, 2006), «Год Абая в России» (Москва, 2006), ШОС (Шанхай, 2006), X сессия Ассамблеи народа Казахстана, Открытие «Года Казахстана на Украине» (2007), 1500-летие г. Туркестан, Дни культуры Казахстана в КНР (Пекин), Фестиваль культуры Казахстана в Японии (2008), 200-летие Махамбета (Атырау).
В последние годы жизни работал профессором Казахской национальной академии искусств им. Т. К. Жургенова, где создал свою режиссёрскую школу и выпустил ряд молодых режиссёров-хореографов, среди которых Адалят Акбарова, Гульназ Бахарова, Гузель Мухамеджанова, Даулет Досбатыров, Илона Ли, Динара Мергалиева, Руслан Кадыров, Олег Пак, Медет Тлеуханов, Дамир Уразымбетов, Анна Цой и другие.

### Личная жизнь
Был дважды женат. Первая жена — артистка балета Надежда Петровна Тлеубаева (27 июня 1944, Никоново — 3 апреля 2014, Санкт-Петербург), вторая — пианистка Светлана Николаевна Тищенко. У него двое сыновей — Марат (род. 1973) и Майлен (род. 1977) и четверо внуков.

## Постановки

#### В Ленинграде
- 1972 — «Болеро»* М. Равеля (Оперная студия Консерватории имени Н. А. Римского-Корсакова)
- 1973 — «Аистёнок»* Д. Клебанова
- 1974 — «Золотой ключик»* М. Вайнберга (Оперная студия Консерватории имени Н. Римского-Корсакова, затем Камерный балет «Москва», 1992; театр «Классический балет XXI»)

#### В Театре им. Абая, Алма-Ата
- 1975 — «Русская сказка»* М. Чулаки
- 1975 — «Аксак кулан» А. Серкебаева
- 1982 — «Три поросёнка»* С. Кибировой (затем Челябинский театр им. Глинки, Минский Большой театр, Киргизский, Красноярский, Нижегородский и Новосибирский театры оперы и балета, все — 1991)
- 1982 — «Брат мой, Маугли» А. Серкебаева (1982)
- 1985 — «Вечный огонь» С. Еркимбекова (затем хореографический ансамбль «Кустанайские зори», 1985)
- 1987 — «Доктор Айболит»* И. Морозова
- 1987 — «Классическая симфония»* на музыку С. Прокофьева
- 1988 — «Прощание с Петербургом»* на музыку И. Штрауса
- 1989 — «Дама с камелиями» на музыку Дж. Верди и В. Милова (затем Челябинский театр имени Глинки, Кыргызский и Ташкентский театры оперы и балета, все — 1991).

(*) — спектакли по собственному либретто.

##### Танцы в оперных спектаклях
- 1970 — «Красная шапочка» М. Раухвергера;
- 1977 — «Фауст» Ш. Гуно (балетный акт «Вальпургиева ночь»);
- 1977 — «Дударай» Е. Брусиловского;
- 1980 — «Голый король» А. Бычкова;
- 1981 — «Песнь о целине» Е. Рахмадиева;
- 1982 — «Оптимистическая трагедия» А. Холминова;
- 1982 — «В бурю» Т. Хренникова;
- 1983 — «Аида» Дж. Верди;
- 1983 — «Ахан-Сере» С. Мухамеджанова;
- 1983 — «Царская невеста» Н. Римский-Корсакова;
- 1984 — «Русалка» А. Даргомыжского;
- 1985 — «Двадцать восемь» Г. Жубанова;
- 1985 — «Садыр-Палван» К. Кужамьярова;
- 1985 — «Мария Стюарт» Ю. Слонимского;
- 1986 — «Евгений Онегин» П. И. Чайковского;
- 1986 — «Абай» А. Жубанова и Л. Хамиди;
- 1986 — «Курмангазы» Г. Жубанова.

#### Концертные номера
В Ленинграде:
- Народная негритянская музыка «Триптих (спиричуэлсы)»;
- Ф. Мей «История любви»;

Для Алматинского хореографического училища имени А. Селезнева:
- «Мальчишки-девчонки» А. Серкебаева (1975-76?);
- «Королевские пингвины» Ш. Буарки (1979);
- «Маленькая серенада» на музыку В. А. Моцарта (1989);
- «Тентектер» Т. Кажгалиева;
- «Жасуландар балы» на музыку П. Чайковского (2009, последняя постановка).

Для танцевальных коллективов Казахстана:
- И. Штраус «Голубой Дунай»;
- Сугур Алиулы «Ынгай-Ток»;
- Н. Тлендиев «Ак-ку»;
- С. Еркимбеков «Тас Аруах» («Каменный идол»);
- Курмангазы «Бал-быраун»;
- Сугур «Бозынген»;
- Народная «Сары озен» — «Кош керуен»
- Ыхылас «Кииз-басу»;
- Е. Брусиловский «Шашу»;
- А. Жубанов, Л. Хамиди «Косалка»;
- А. Жубанов «Карлыгаш»;
- М. Бороев «Звезда Аль-Хорезми»;
- А. Серкебаев «Песнь о Хиросиме»;
- А. Серкебаев «Икар»;
- Н. Тлендиев «Манкурт»;
- Б. Дальденбай «Родина»;
- С. Байтереков «Алия»;
- «Турецкий танец» на народную музыку.

## Награды и звания
- 1976 — Член Союза театральных деятелей Казахской ССР;
- 1984 — Заслуженный деятель искусств Казахской ССР;
- 1985 — Премия Ленинского комсомола;
- 1988 — Почетная грамота Верховного Совета Узбекской ССР;
- 1999 — Доцент искусствоведения ВАК РК;
- 2001 — Благодарственное письмо Президента Республики Казахстан;
- 2006 — Профессор искусствоведения ККСОН МОН РК.

## Научные исследования творчества Тлеубаева
- 2016 — Уразымбетов Д. Д. Новаторские поиски Минтая Тлеубаева в национальном балете «Аксак Кулан»[11]
- 2017 — Уразымбетов Д. Д. Балет «Три поросенка» как выражение режиссерского кредо Минтая Тлеубаева[12]
- 2017 — Уразымбетов Д. Д. Балет М. Вайнберга «Золотой ключик» в постановке М. Тлеубаева[13]
- 2017 — Уразымбетов Д. Д. Празднование 70-летия Минтая Тлеубаева в Алматы // Вопросы хореографического искусства и образования конца XX — начала XXI вв. : материалы международной научно-практической конференции. — Алматы: КазНАИ им. Т. К. Жургенова, 2017. — С. 47-53.
- 2017 — Уразымбетов Д. Д. Патриотическая тематика в творчестве М. Тлеубаева на примере его балета «Вечный огонь» // Пути развития современного театрального искусства Казахстана : материалы международной научно-практической конференции, посвященной 70-летию театрального критика, профессора Аширбека Сыгая. — Алматы: КазНАИ им. Т. К. Жургенова, 2017. — С. 196—200.
- 2017 — Уразымбетов Д. Д. Спектакль Минтая Тлеубаева «Классическая симфония» на музыку Сергея Прокофьева[14]
- 2018 — Уразымбетов Д. Д. Вопросы этики и дидактики в балете М. Тлеубаева «Доктор Айболит» // Наука и жизнь Казахстана. — 2018. — № 1 (54). — С. 145—147.
- 2018 — Уразымбетов Д. Д. Исполнительская деятельность артиста балета Минтая Тлеубаева // Театр. Время. Герой : сб. науч. статей по материалам V Международной научно-практической конференции Уфимского государственного института искусств им. З. Исмагилова / Отв. ред. Т. Н. Хайбуллина. — Уфа, 2018. — С. 201—205.
- 2019 — Уразымбетов Д. Д. Балет Михаила Чулаки «Русская сказка» в постановке Минтая Тлеубаева // Дети и книги в поликультурном мире : материалы І Международного конгресса / Отв. ред. М. Д. Шаймерденова. — Алматы: КазНАИ имени Т. К. Жургенова, 2019. — С. 179—187.
- 2019 — Уразымбетов Д. Д. Романтический мир хореографа Минтая Тлеубаева в балете «Прощание с Петербургом» // Искусство и психология в современном образовательном пространстве : материалы международной научно-практической конференции. — Алматы: КазНАИ им. Т. К. Жургенова, 2019. — 7 окт. — С. 144—147.
- 2019 — Уразымбетов Д. Д. Взаимодействие драматургии, музыки и хореографии в рок-опере-балете Минтая Тлеубаева «Брат мой, Маугли» (Казахский ГАТОБ им. Абая, 1982) // Музыкальный театр: спектакль, роль, образ. Выпуск 1: Исследовательская серия / Российский институт истории искусств; Отв. редактор А. Ю. Ряпосов. — СПб.: Астерион, 2019. — С. 40-51.
- 2019 — Уразымбетов Д. Д. Минтай Тлеубаев в Ленинградской консерватории (1968—1975)[15]
- 2020 — Уразымбетов Д. Д. Невоплощенные замыслы детских балетов Минтая Тлеубаева[16]
- 2021 — Уразымбетов Д. Д. Моцартианство Минтая Тлеубаева в балетных постановках для детей[17]
- 2022 — Уразымбетов Д. Д. Постановочная методология Минтая Тлеубаева // Музыкальный театр: спектакль, роль, образ. Выпуск 3 / Российский институт истории искусств; Отв. редактор А. Ю. Ряпосов. СПб.: Астерион, 2022. С. 245—262.